# Thermes romains de Gaujac
Les thermes romains de Gaujac,  édifiés au Ier siècle, sont un complexe thermal d'époque romaine, situé sur la commune de Gaujac dans le département du Gard. Le site antique de Gaujac est situé sur un oppidum occupé avant l'arrivée des Romains, peut-être par le peuple celte des Samnagenses évoqué par Pline l'Ancien.

## La découverte et les fouilles
L'oppidum était connu de longue date, Bourrilly et Mazauric signalant en 1911  dans une synthèse sur les enceintes pré- et proto-historiques du département du Gard, les " vestiges considérables d'un oppidum" à St Vincent. Les thermes ont été découverts en 1974 par Jean Charmasson, premier fouilleur de l’oppidum, et Dominique Cannaud. Ils ont été fouillés dans leur totalité par les équipes de la Société d’Étude des Civilisations Antiques de la Basse vallée du Rhône (SECABR) sous la direction de Jean Charmasson avec la collaboration de Dominique Cannaud, de 1975 à 1984, de 1984 à 1988 et en 1998.

## Les deux états de la construction
Les thermes ont été édifiés au Ier siècle sur la troisième terrasse du versant méridional de l’oppidum à degrés. Ils ont connu deux états successifs de construction.

### État 1
Le premier bâtiment était en cours de construction en 20 apr. J.-C. Trois salles contigües furent érigées : la première au nord, orientée est-ouest, était le vestiaire (apodyterium) dallé, entouré de bancs pour le dépôt des vêtements ; les deux autres mosaïquées, orientées nord-sud, attenantes et perpendiculaires au sud du vestiaire étaient chauffées. L’une, à l’est, était la salle tiède (tepidarium), l’autre, à l’ouest, était la salle chaude (caldarium) dotée d’une abside semi-circulaire logeant une vasque à ablutions (labrum) seul point d’eau de l’établissement. Deux fours au sud propulsaient la chaleur dans les hypocaustes des deux pièces. À l’est de ces bâtiments s’allongeait la palestre au sud-est de laquelle s’ouvrait l’entrée monumentale.

### État  2
La difficulté de fonctionnement du premier état des thermes tenait à la quasi-absence de l’eau. La mise en place d’un réseau hydraulique souterrain et aérien dans la ville, en construction au cours de la seconde moitié du premier siècle, permit l’alimentation en eau de l’ensemble thermal. Au cours des années 90-100, une citerne de 80 m3 vint s’appuyer sur la face extérieure du mur de clôture oriental et les salles furent réaménagées en conséquence. La salle tiède reçut une baignoire monolithique en calcaire scellée dans une abside rectangulaire hors-œuvre qui était chauffée par un four. La salle chaude bénéficia de deux piscines au nord et, hors-œuvre, au sud, qui occupaient la largeur de la salle. La vasque à ablutions fut conservée. La palestre de l’état 1, trop encombrée par les installations hydrauliques et l’abside de la baignoire, devint une cour de service tandis qu’une nouvelle palestre, bordée de portiques sur trois côtés et d’une abside s’ouvrant sur le paysage au sud, était mise en place à l’ouest du vestiaire.

## Le sanctuaire de Fortuna
Vers 210-220, des secousses sismiques endommagèrent gravement les structures méridionales de l’établissement thermal mettant fin à son fonctionnement. La partie nord, restée intacte, devint un sanctuaire dédié à Fortuna, ajoutant un lieu de culte à la ville sacerdotale. La citerne en fut la cella où fut placée la statue de la déesse qui a été retrouvée. Sur une terrasse basse, au nord de la cour de service, se dressait probablement l’autel, le reste de l’espace étant réservé au dépôt des offrandes retrouvées enterrées. Le portique nord de la palestre et le vestiaire furent peut-être organisés pour l’hébergement des pèlerins.
L’oppidum fut abandonné  à partir du milieu du IIIe siècle.